# István-Széchenyi-Universität
Die István-Széchenyi-Universität (ungarisch Széchenyi István Egyetem) ist eine nach István Széchenyi benannte staatliche Universität in der nordwestungarischen Stadt Győr mit 9.500 Studenten (davon 2.000 Teilzeit-Studenten) und 270 wissenschaftlichen Angestellten (Zahlen für 2006). 

## Geschichte
1718 wurde in Győr eine Jesuitenakademie gegründet, die eine philosophische und juristische Ausbildung anbot und an der ab 1745 auch weltliche Studenten zugelassen wurden. Die Königliche Akademie von Győr wurde 1776 nach der Auflösung des Ordens gegründet. Hier studierten unter anderem  Antal und Ferenc Deák und Kálmán Mikszáth.
Die István-Széchenyi-Universität wurde 1968 als Hochschule für Transport und Telekommunikation mit Standorten in Budapest und Szeged gegründet. Anfang der 1990er Jahre wurden die Einrichtungen nach Győr verlegt, und seit dem 1. Januar 2002 hat die Hochschule den Status einer Universität.
Die István-Széchenyi-Universität ist Partnerhochschule der Hochschule Ansbach und ist verbunden mit der DHBW Lörrach.